# 群馬県立長野原高等学校
群馬県立長野原高等学校（ぐんまけんりつながのはらこうとうがっこう）は群馬県吾妻郡長野原町にある県立高校である。通称“長高（ながこう）”。1952年に設置された。ヤマすけと呼ばれる学校のマスコットキャラクターが、2006年につくられた。
近年、付近の学校で出前授業を実施したり、図書館を一般開放したりすることで、地域住民に親しみやすい高校づくりを行っている。また、生徒の資格取得などに力を入れている。

## 教育目標
群馬県立長野原高等学校は、生徒一人一人の持ち味・特技を伸ばし、お互いに思いやりと協調性を育み、地域に愛される学校を目指そうという、個を伸ばし、和を育む教育を行っている。
また、授業を大切にし、生徒個人に基礎的・基本的な知識を定着させようとする「学力向上」、礼儀作法を身につけさせて、生徒個人が社会や企業の求めている嗜みを身につける「規範・マナーの育成」、生徒個人が、得意分野を身につけるために部活動を充実させる「心身の鍛練」を充実させている。

## 沿革
- 1952年8月13日 - 群馬県立吾妻高等学校長野原分校として設立認可
- 1952年9月1日 - 開校式、第1回入学式挙行

　　　　　昼間定時制普通科　入学定員　男女50名
- 1955年12月20日 - 現在地に新校舎落成
- 1956年4月1日 - 全日制課程を設置し、定時制課程の募集停止
- 1963年4月1日 - 学級増（普通科2学級）
- 1966年4月1日 - 学級増（普通科3学級）
- 1968年4月1日 - 群馬県立長野原高等学校として独立
- 1969年4月1日 - 建築科を新設（建築科1学級、普通科2学級）
- 1990年4月1日 - 普通科に観光教養コースを開設
- 1996年4月1日 - マルチメディア活用方法研究開発事業の指定を受ける。
- 1998年4月1日 - 普通科1学級減（普通科1学級、建築科1学級）

　　　　普通科に普通コースと観光コース、建築科に建築コースとデザインコースを置き、コース制を導入
- 2002年11月2日 - 創立50周年記念式典挙行
- 2005年4月1日 - 建築科の募集停止、コース制の廃止（普通科2学級）

## 特徴
標高628.5mに位置する、普通科のみ2学級の小規模校である。町内に川原湯温泉、隣接する草津町の草津温泉、東吾妻町の川中温泉、さらには中之条町の尻焼温泉など、多くの観光地を周辺に持つだけあって、普通科に観光コースを設置していた時期があった。

## 行事
花いっぱい運動
毎年、生徒・職員・PTAが一体となって行い、学校に花を植えたり、周辺の駅や老人ホームに花を寄贈する。
球技大会
毎年行われ、ソフトボールやバレーボールなどの球技をクラス対抗で競い合う。
対嬬恋高校定期戦
隣接する嬬恋村にある群馬県立嬬恋高等学校と交流を深めるために毎年行われている。伝統のある行事で、上毛かるたや球技、リレーなどが行われる。
体育祭
2年実施したら次年に文化祭をはさむという、同様の周期で行われる。体育大会とも呼ばれ、100メートル走などの個人競技に、綱引きなどの団体競技がある。
マラソン大会
本番前から体育などで練習を行い、毎年クラス対抗で男女別に毎年行われる。走り終わった順位によって、教職員から特別賞（ラッキー賞）がもらえる。
文化祭
3年に1度、生徒会を中心に長高祭（ながこうさい）と呼ばれる文化祭が行われる。長高祭の無い年は、体育祭が行われる。

## 部活動
運動部
- 卓球
- スキー
- サッカー
- ソフトテニス
- バスケットボール
- 陸上
- 硬式野球

文化部
- 生活
- 理科
- 写真
- 音楽
- ものづくり
- 茶華道
- JRC
- アニメ・マンガ研究

## 交通
- JR吾妻線 - 長野原草津口駅から徒歩30分
- JRバス関東 - JRバス営業所から徒歩15分

## 著名な出身者
- 荻原健司 - 長野市長、元参議院議員、元ノルディック複合選手・指導者
- 荻原次晴 - スポーツコメンテーター、元ノルディック複合選手